# William F. Goodling
William Franklin Goodling (Loganville, 5 dicembre 1927 – York, 17 settembre 2017) è stato un politico statunitense, membro della Camera dei Rappresentanti per lo stato della Pennsylvania dal 1975 al 2001.

## Biografia
Nato a Loganville, Goodling era figlio del politico repubblicano George Atlee Goodling. Dopo aver studiato all'Università del Maryland, College Park e alla Pennsylvania State University, lavorò come insegnante in Pennsylvania.
Nel 1974 fu eletto alla Camera dei Rappresentanti succedendo a suo padre e negli anni successivi fu riconfermato per altri dodici mandati. Nel 2000 annunciò che si sarebbe ritirato dalla politica al termine del mandato e lasciò così il Congresso dopo ventisei anni di permanenza.
William Goodling morì nel 2017 all'età di ottantanove anni.